# Lasioglossum olivaceum
Lasioglossum olivaceum är en biart som först beskrevs av Morawitz 1889.  Lasioglossum olivaceum ingår i släktet smalbin, och familjen vägbin. Inga underarter finns listade i Catalogue of Life.